# François Ellis
François Ellis (* 11. September 1959) ist ein ehemaliger südafrikanischer Snooker und English-Billiards-Spieler, der zwischen 1986 und 1993 insgesamt sieben Jahre lang als Profispieler verbrachte und in dieser Zeit die South African Professional Championship 1987 gewann.

## Karriere

### Erste Profijahre und Erfolge
Der Südafrikaner Ellis, der 1979 und 1980 die südafrikanische Snooker-Meisterschaft gewonnen hatte, wurde zur Saison 1986/87 Profispieler und erreichte mit Siegen über Roy Amdor, Perrie Mans und Jimmy van Rensberg schon bei seinem ersten Turnier, der South African Professional Championship, das Finale, welches er jedoch mit 1:9 gegen Silvino Francisco verlor. Allerdings lief die übrige Saison deutlich schlechter, als er bei vier Turnieren aus eigener Kraft kein einziges Spiel gewinnen konnte und lediglich bei den British Open gegen Martin Smith ein Spiel gewinnen konnte, bevor er auch hier gegen Paul Medati verlor. Dennoch wurde Ellis fortan auf Weltranglistenplatz 116 geführt.
Ebenso verlief die nächste Saison, als er erneut bei vier Ranglistenturnieren aus eigener Kraft kein Spiel gewinnen konnte und lediglich bei der UK Championship gegen Dessie Sheehan ein Auftaktspiel gewinnen konnte, bevor er gegen Fred Davis auch hier ausschied. Allerdings erreichte er wenig später mit einem Sieg über Robbie Grace erneut das Finale der South African Professional Championship, wobei er mit einem 9:4-Sieg über Jimmy van Rensberg zum einzigen Male ein professionelles Turnier gewinnen konnte. Da aber dieser Erfolg keinen Einfluss auf die Weltrangliste hatte, verlor Ellis auf dieser drei Plätze.
Im Gegensatz zu den vorherigen Saisons verlief die Saison 1988/89 etwas besser, auch wenn wie beispielsweise bei der South African Professional Championship insgesamt fünf Auftaktspiele verlor. Allerdings zog er bei der UK Championship, beim Classic, bei den European Open und bei der Snookerweltmeisterschaft jeweils mit einem Sieg in die Runde der letzten 96 ein, wobei er bereits zuvor beim Grand Prix mit Siegen über Eric Lawlor und Marcel Gauvreau die Runde der letzten 64 erreicht hatte und in dieser gegen Dennis Taylor verloren hatte. Auf der Weltrangliste wurde er infolgedessen auf Platz 105 geführt, welcher für seine restliche Karriere seine beste Weltranglistenplatzierung blieb.

### Letzte Profijahre
Allerdings verschlechterte sich bereits schon mit der Saison 1989/90 Ellis’ Form erneut, als er nur noch bei zwei Turnieren überhaupt sein Auftaktspiel gewinnen konnte: So schied er bei den International Open nach einem Sieg über Eddie Sinclair gegen Tommy Murphy aus, während er bei den European Open sowohl Nick Terry als auch Warren King besiegte und somit erst in der Runde der letzten 64 gegen Eddie Charlton ausschied. Auf der Weltrangliste verlor er somit lediglich einen Rang und war dadurch nun auf Rang 106 platziert.
Doch die nächste Saison verlief für Ellis miserabel, als er kein einziges Spiel mehr gewinnen konnte und somit auf der Weltrangliste auf Rang 119 abstürzte. Auch in der Saison 1991/92 gewann er lange kein Spiel, bis er bei den European Open 1992 erst Karl Payne besiegte und dann von der kampflosen Aufgabe seitens Ian Brumby profitierte, bevor er mit 1:5 gegen Kirk Stevens verlor. Diese Partie wurde schließlich zur letzten Profipartie für Ellis, da er zum Ende der Saison seinen Weltranglistenplatz verlor und als ungesetzter Spieler in der Folge keine Spiele mehr bestritt, bis er zum Ende der Saison 1992/93 seine Profikarriere beendete.

### Weiteres Leben
Trotz des verlorenen Profistatus hörte Ellis mit dem Snookerspiel nicht auf und erreichte so 1998 die Runde der letzten 32 der Amateurweltmeisterschaft und 2001 das Halbfinale der südafrikanischen Snooker-Meisterschaft. Ein Jahr später zog er ins Halbfinale der Snooker-Afrikameisterschaft ein, bevor er im selben Jahr ohne größere Erfolge erneut an der Amateurweltmeisterschaft teilnahm. Zudem erreichte er das Finale der südafrikanischen Snooker-Meisterschaft, unterlag aber 5:7 Warren Horsley.
Nachdem er 2004 das Viertelfinale der südafrikanischen Meisterschaft erreicht hatte, zog er vier Jahre später in die Runde der letzten 48 der Amateurweltmeisterschaft ein, bevor er 2009 im Spiel um Platz drei der Afrikameisterschaft Mohamed El Hamy unterlag. Noch im selben Jahr nahm er für Südafrika an den World Games teil, wo er allerdings sein Auftaktspiel verlor.
Im Jahr 2017 erreichte Ellis einerseits das Viertelfinale der südafrikanischen Meisterschaft, unterlag aber Richard Halliday, und verlor andererseits im Finale der südafrikanischen 6-Red-Meisterschaft mit 3:7 gegen Abdul Mutalieb Allie. 2018 gewann er gegen Mike Hines die südafrikanische English-Billiards-Meisterschaft.

## Erfolge
| Ausgang         | Jahr | Turnier                                         | Finalgegner          | Ergebnis  |
| --------------- | ---- | ----------------------------------------------- | -------------------- | --------- |
| Amateurturniere |      |                                                 |                      |           |
| Sieger          | 1979 | Südafrikanische Snooker-Meisterschaft           | unbekannt            | unbekannt |
| Sieger          | 1980 | Südafrikanische Snooker-Meisterschaft           | unbekannt            | unbekannt |
| Zweiter         | 2002 | Südafrikanische Snooker-Meisterschaft           | Warren Horsley       | 5:7       |
| Zweiter         | 2017 | Südafrikanische 6-Red-Meisterschaft             | Abdul Mutalieb Allie | 3:7       |
| Sieger          | 2018 | Südafrikanische English-Billiards-Meisterschaft | Mike Hines           | unbekannt |
| Profiturniere   |      |                                                 |                      |           |
| Zweiter         | 1986 | South African Professional Championship         | Silvino Francisco    | 1:9       |
| Sieger          | 1987 | South African Professional Championship         | Jimmy van Rensberg   | 9:4       |